# 順化協会
順化協会（じゅんかきょうかい、英語名：Acclimatization society）は、他地域の動植物を移入することで、その地域の生物相を第一次産業的及び植民地経営の視点から利益が上がるように改変するために創設された親睦団体。主に19世紀に活動し、今日世界各地の生態系に大きな負の遺産を残した。

## 設立とその背景
1854年に著名な解剖学者イジドール・ジョフロワ・サン＝ティレールによってフランスのパリに設立された La Societé Zoologique d'Acclimatation が最初である。以降イギリスをはじめとしたヨーロッパ諸国やその植民地、アメリカ合衆国に趣旨を同じくする協会が次々と設立された。主な構成員は当時のブルジョワ階級であり、学者などの知識層、繊維工場などの経営者、農場や牧場主などの地主階級が含まれる。
多くの国では、こうした協会は博物学の研究や、農業や漁業など一次産業を振興させるために必要な移入種を定着させるためにも活動もしたが、特筆すべきはアメリカ及びヨーロッパ諸国植民地に設立された協会の一群である。
当時こうした地域に移住した移民にとって、現地の動植物群から構成される生態系は故郷において見慣れたそれとは異なる極めて異質なものであり、当時の帝国主義的な考え方ともあいまって、これらの生物相はヨーロッパに見られる自然環境と同じ、あるいは第一次産業によってそれ以上の収益を得うるべき自然環境に改善されねばならないと考えられた。
なかんずく、ヨーロッパとは全く異なる独自の生態系を有するオーストラリアや、事実上生態系に哺乳類を欠いていたニュージーランドにおいてこの考え方は著しく、ゆえにヨーロッパを初めとして世界中から役に立ちそうなありとあらゆる動植物移入に関して積極的に活動した。また植民地に設立された協会のこうした活動は、宗主国側から見ても収益向上に都合よく、結果として協会は宗主国の植民地経営における尖兵と化することになる。
これとは逆に、宗主国において設立された順化協会は、植民地において産業振興に役立ちそうな動植物を宗主国本国や、あるいは別の植民地に移入させるために活動した。こうした動きの中から、今日熱帯に広く見られるプランテーション農業が発達することになる。

## 活動とその経過
協会は移入する生物種の選定を行い、晩餐会などで当該生物種を賞味することにより会員にその生物種を広く知らしめた。実際の生物移入やその定着などは会員の自助努力にゆだねられ、協会の意図に沿った生物移入に貢献した会員は表彰されたりメダルが贈呈されるなどしてその活動をたたえられた。
順化協会が積極的に移入に関わったのは主に趣味として行う狩猟や釣りに必要とされる哺乳類(ウサギ、シカなど)、やキジ科鳥類、淡水魚(ニジマスやブラウントラウトなどのサケ科やコイ)であり、第一次産業振興の観点からは、キツネやタヌキ、ミンク、オコジョ、テン、イタチ、ヌートリアなどの毛皮動物が注目され移入された。また小麦のようなヨーロッパ起源の農作物にはびこる害虫駆除のためイエスズメやホシムクドリ、木材を穿孔する害虫駆除用としてキツツキが移入された。
これらとは別に現地の景観をヨーロッパ風に改変するために数多くの植物や、ゴシキヒワやヒバリ、ナイチンゲールのような鳴鳥といった産業振興とは全く関係のない生物種まで移入された。変わったところではホタルの移入まで進められたようである。
こうした生物移入はヨーロッパからアメリカや植民地への一方通行に限らず、アメリカや植民地からヨーロッパへ向けて、あるいは宗主国を介して植民地間相互でなど、幅広く行われた。またこのころ外交関係が樹立し欧米との貿易が盛んになった中国、日本など東アジア原産の動植物も、多くの種がヨーロッパやアメリカ、その植民地に向けて移入された。

## 終焉と負の遺産
しかし19世紀後半にもなるとこうした生物移入がほとんどの場合成功しないことが経験的に理解され、さらには稀に成功した場合であっても、移入された生物種の持つ負の側面の及ぼす影響が大きいことが明らかになったため悪評すら得るようになる。多くの順化協会は19世紀中に解散したが、最初に設立されたフランスのそれは目的を自然改変から自然保護に変更したうえで2008年現在まで存続している。
こうして順化という生物移入により環境を改変する考え方は19世紀末にはほぼ否定されたが、スターリンの主導によりソ連にて1920-30年代に実行された自然改造計画まで生き延び、最後にして最大の失敗を繰り返すことになる。また園芸やスポーツフィッシング、淡水魚の養殖といった分野においては、今日に至っても、外来種を移入して環境を改変することで人間にとってのみ都合のいい自然環境を再構成しようとする独善的な動きが見られる。
宗主国、旧植民地の別なく、順化協会が移入に成功した数少ない動植物種のほとんどが、今日侵略的外来種として現地の固有種の存在を脅かしている。またハワイやタヒチ、オーストラリア、ニュージーランドにおいては、こうした順化協会の活動により数多くの固有種が絶滅に追いやられた。